# Мюшфіка Кадин-ефенді
Мюшфіка Кадин-ефенді (осман. مشفقه قادين ; при народженні Айше Аґир; прибл. 1872 рік – 18 липня 1961 р.; означає «співчутлива»; після Закону про прізвище 1934 року: Müşfika Kayısoy) — валіде-султан Османської імперії як восьма дружина султана Абдул-Гаміда II.

## Раннє життя
Народилася в 1872 році на Кавказі, належала доабхазького шляхетського роду Агір. Її батьком був Газі Шехід Агір Махмуд Бей, а матір'ю — Еміне Ханім. У неї була сестра Фатма Ханим, на рік молодша за неї, а також брат Шахін Бей, старший на сім років. Махмуд-бей пішов добровольцем на службу під час Російсько-турецької війни 1877—1878 рр, доручивши свою дружину та дітей опіці Хюсейну Васфі-паші, армійському офіцеру, який діяв у цьому районі.
Дружина Хюсейна Васфі-паші, Безмінігар-Ханим, була двоюрідною сестрою Махмуд-бея, отже, близькою родичкою, і, крім того, до свого шлюбу служила у валіде Пертевніял-султан, тому з цих причин паша відправив родину Махмуд-бея жити з його дружиною в Стамбулі. На той час Айше було три роки, Фатьмі два, а Шахін-бею десять. У ті дні Пертевніял-Султан сумувала через смерть свого сина Султана Абдул-Азіза. Єдиним її задоволенням і відволіканням було проводити час, навчаючи маленьких дітей, збираючи їх біля себе та знаходячи розраду в їхній поведінці.
Знаючи це, Безмінігар-Ханим вирішила представити Пертевніял-Султан родину Махмуд-бея. З труднощами вона перемогла Еміне-Ханим, потім взяла двох дівчат. Пертевніял-Султан була зачарована обличчям Еміне-Ханим, блакитними очима та світлим волоссям і кучерями Фатьми. Вона вдочерила дівчаток і наказала Навек'яр Калфі доглядати за Айше, а Шевкідіде Калфі — за Фатьмою під захистом власного верховного Хазінедара Шемсіцемал Калфи, і змінила їхні імена, згідно з палацовою традицією, назвавши її Дестизер (осман. دست زر), та Дестіпер. Їхня мати Еміне-Ханим і старший брат Шахін-бей залишилися в домі Безмінігар-ханим, але коли надійшла звістка, що Махмуд-бей загинув на війні, попри всі спроби відмовити їх, вони повернулися до палацу, куди прийшли. Після цього про них нічого не відомо.
Коли у 1883 році померла Пертевніял-Султан, за звичаєм усі слуги вілли на чолі з Верховним Хазінедаром були переведені до палацу Долмабахче.

## Шлюб
У палаці Долмабахче Дестизер виросла у чарівну пані. Вона була високою білявкою з блакитними очима, відомою своєю елегантністю, і коли їй виповнилося 14 років, її помітив Абдул-Гамід II, який у ті дні мав звичку ходити до гарему після церемонії прийомів поздоровлень у святкові дні. Її одразу відвезли до палацу Йилдиз.

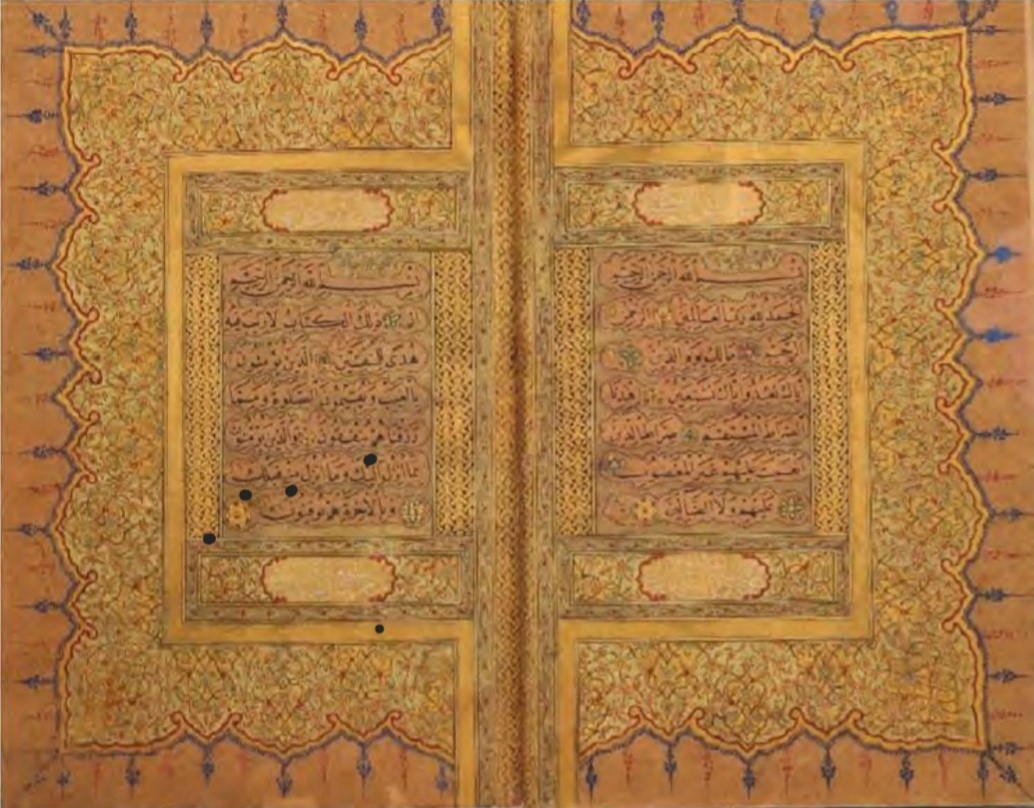
Копія Корану, зроблена несіх таліком Казаскером Мустафою Іззетом Ефенді в 1871 році, подарована Мюшфікі як весільний подарунок Абдул-Гамідом у 1886 році та подарована нею могилі Абдул Хаміда в 1918 році

Шлюб відбувся 12 лютого 1886 року і був укладений заступником шляхетського підмітальника, Сеїдом Есадом-Ефенді, а свідками були суперінтендант відправлення, Хаджі Махмуд-Ефенді, імам Кагітхане, Алі-Ефенді та старший Екеррі, Шерафеддін-Ага. Як свій перший подарунок Абдул-Гамід подарував дружині вишуканий примірник Корану, зроблений у 1871 р. несіх-таліком Казаскером Мустафою Іззетом Ефенді (помер у 1876 р.). Після того, як відкрив Коран і отримав натхнення від Мюшфікана Він дав їй ім'я «Müşfikâ», і титул «Третій Ікбал». Пізніше вона стала «Старшою Ікбал» і, нарешті, у 1909 році — «Четвертою Кадин». Разом із Саліхою Наджіє Кадин і Песенд Ханим вона була однією з улюблених дружин Абдула-Гаміда, і вони з Саліхою Начіє були єдиними, хто залишився з ним до його смерті, тоді як Песенд Ханим цього не зробила. Проте коли остання дізналася про смерть чоловіка, то на знак трауру обрізала собі волосся.
Як і у випадку з іншими дружинами Абдул-Гаміда, коли Мюшфіка приєдналася до них, їй були надані готові апартаменти, відомі як Мала канцелярія. Їй також був делегований домашній персонал, а Ділесрар-Калфа була призначена керівницею господарства. Її добре знали в палаці, оскільки вона була на службі з останніх днів правління султана Абдул-Меджида I і служила султанові Абдул-Азізу.
Абдул-Гамід зробив сестру Мюшфіки, Дестіпер хазінедар на ім'я Шукріє-Ханим. Коли Шюкріє-Ханим досягла повноліття, її видали в шлюб з Халідом-пашею, другим сином майстра мантій Абдул-Гаміда Ісмет-бея, мати якого була годувальницею Абдул-Гаміда. У 1917 році, приблизно за п'ять місяців до смерті Абдул-Гаміда, Шукріє-Ханим померла від тифу. Коли йому повідомили про її смерть, Абдул-Гамід був у палаці Бейлербей, і саме він оплатив витрати на її саван і прибирання її тіла. Шукріє-Ханим похована на кладовищі в Румелі Хісарі.
15 листопада 1887 року, через рік після одруження, Мюшфіка народила єдину доньку Хаміде Айше Султан, яка разом з Найме-Султан стала однією з улюблених дочок Абдул-Гаміда. Філюрі Калфа, яка принесла йому звістку про народження Айше, Абдул-Гамід подарував брошку. Ебезаде Каміле-Ханим, яка була акушеркою під час народження Айше, султан подарував триста лір, а доктор Тріандафілідіс, фахівець із жіночих хвороб, який щотижня оглядав і лікував Мюшфіку під час її вагітності, був нагороджений орденом.

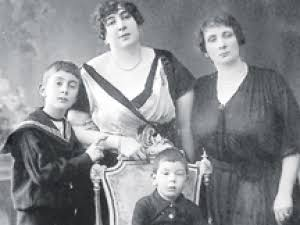
Мюшфіка (крайня справа) зі своєю дочкою Айше-Султан та онуками Султанзаде Омер Намі-Беєм і Султанзаде Осман Намі-Беєм

До народження Айше на території палацу Йилдиз Абдул-Гамід наказав побудувати віллу, відому як Нова вілла. У 1888 році, коли Айше було сім місяців, Абдул-Гамід переселив її на цю віллу. До кінця свого правління Абдул-Гамід вечеряв з Мюшфікою в її апартаментах.
27 квітня 1909 року Абдул-Гамід був скинутий і відправлений у вигнання до Салонік, його супроводжували Мюшфіка та Айше. Айше повернулася до Стамбула в 1910 році, однак Мюшфіка залишилася з ним. Проте, після того, як в 1912 році Салоніки приєдналися до Греції, вона з Абдул-Гамідом повернулася до Стамбула і оселилася в палаці Бейлербей. Мюшфіка виявилася вдалим, надзвичайно співчутливим вибором життя Абдул-Гаміда, оскільки до кінця його днів вона розділяла всі випробування, які його спіткали. А коли у 1918 році Абдул-Гамід помирав, вона була поряд, тримаючи його руку.

## Вдівство

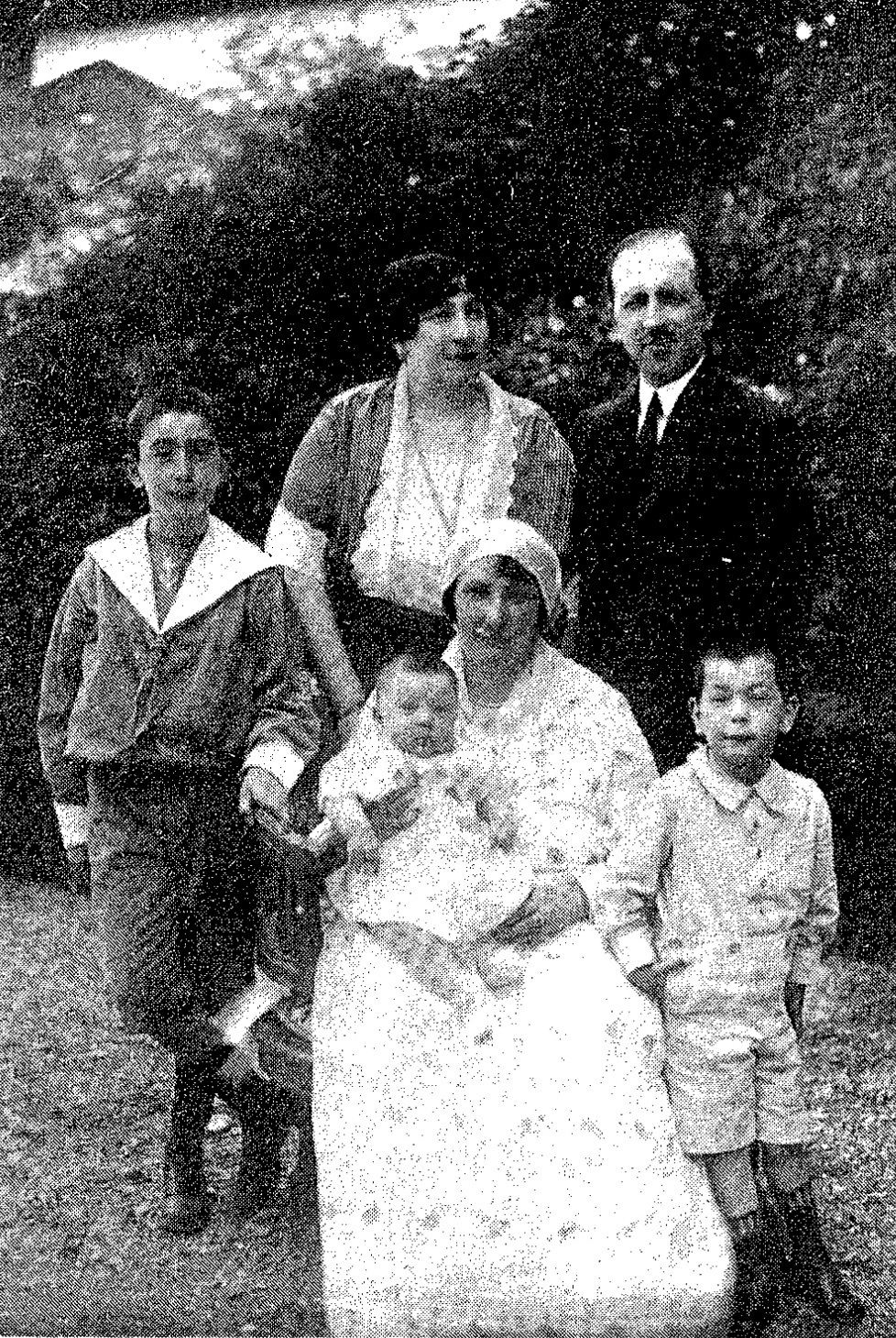
Мюшфіка Кадин (сидить у центрі) у 1923 році

Після смерті Абдула-Гаміда Мюшфіка переїхала до палацу Йилдиз. Вона пожертвувала Коран, який Абдул-Гамід подарував їй під час її весілля, благочестивому фонду, який утримував мавзолей Абдул-Гаміда та вписав у ньому її ім'я.
У 1924 році Айше разом з іншими членами родини відправили на заслання. Будучи допоміжним членом імператорської сім'ї, Мюшфіка не була вигнана і вирішила залишитися в Туреччині. Вона прийняла турецьке громадянство та переїхала в маєток Газі Османпаші на вулиці Серенцебей, 53. У 1934 році, згідно з Законом про прізвища, вона взяла прізвище «Каїсой», що належить до походження Абдул-Гаміда з племені Кайи.
У 1936 році вона звернулася до турецького уряду з проханням повернути майно, оскільки вона стала бідною. Однак Міністерство закордонних справ зазначило, що на момент смерті Абдул-Гаміда чи будь-яку наступну дату вона ніколи не перебувала у фактичному володінні та володінні своєю часткою власності та доходів Абдул-Гаміда в Туреччині. Також раніше, у 1925 та 1928 роках відповідно, вона та Шевкет Мехмет Алі-Бей, банкір, який її представляв, дали довіреність Самі Ґюнцбергу, відомому турецькому єврейському юристу, уповноважуючи його повернути в узурпаторів будівлі, землі, шахти, концесії, залишені Абдул-Гамідом на території Туреччини та в інших місцях.
У 1944 році вона звернулася до уряду з проханням про фінансову допомогу, після чого в 1949 році президент Ісмет Іненю встановив її щомісячну допомогу у двохстах лірах. Не маючи згоди з такою сумою допомоги, в 1954 році вона написала тодішньому президенту Аднану Мендересу, після чого до її допомоги було додано п'ятдесят лір.
Айше повернулася до Стамбула в 1952 році, після приблизно 28 років, і написала мемуари, завершивши їх до 1955 року. У великих частинах мемуарів вона покладалася на Мюшфіку, оскільки вони жили разом після повернення принцеси до Туреччини. Твір наприкінці 1950-х років спочатку з'явився в серійному форматі в популярному турецькому журналі Hayat, після чого в 1960 році, незадовго до смерті принцеси, його було опубліковано в Стамбулі як книжку.

## Смерть
Мюшфіка Кадин померла від плевриту 16 липня 1961 року у віці приблизно 89 років в маєтку Газі Османпаші на вулиці Серенцебей 53, Йилдиз, Стамбул, Туреччина, майже через рік після неї смерть доньки. Вона похована в султанському мавзолеї на кладовищі Ях'я Ефенді.

## Дитина
| Ім'я               | Народження        | Смерть         | Примітки                                      |
| ------------------ | ----------------- | -------------- | --------------------------------------------- |
| Хаміде Айше Султан | 15 листопада 1887 | 10 серпня 1960 | була двічі одружена, мала трьох синів і дочку |

## У літературі та масовій культурі
- У серіалі Kirli Oyunlar 2011 року Мушфіку Кадин грає турецька акторка Деніз Гьокчер.[39]
- Мюшфіка — персонажка історичного роману Ахмета Алтана «Як рана мечем» (2018).[40]